# Moerasveenmos
Moerasveenmos (Sphagnum subsecundum) is een soort uit het geslacht veenmos (Sphagnum).

## Verspreiding
Moerasveenmos kent bijna een kosmopolitische verspreiding. De soort ontbreekt op Antarctica en is in Afrika van slechts enkele wetlands bekend. In Nederland is de soort zeer zeldzaam.